# Mészkerülő lombos erdők
A mészkerülő lombos erdők (Quercetalia roboris R. Tx. 1931) a mezofil lombos erdők osztályának egyik társulástani rendje, amely a mészkerülő tölgyesek és nyíres-tölgyesek társulásait foglalja össze. Ezek annyira közel állnak a mészkerülő bükkösök (Luzulo-Fagion) csoportjához, hogy gyakran közös egységbe vonják őket. Megkülönböztetésüket igen eltérő megjelenésük indokolja: a savanyú talajú bükkösök erősen árnyéktűrő, zárt erdők, a nyíresek pedig igen laza koronájú, heliofil társulások. Elterjedési területük is igen különbözik: a tölgyes nyíreseké messze a keleti kontinentális régióba terjed, a bükkösök viszont szubatlanti jellegűek.

## Rendszertani felosztása
A rendet Borhidi Attila két társuláscsoportra bontja:
1. mészkerülő tölgyesek (Genisto germanicae-Quercion Neuhäusl & Neuhäuslová-Novotná, 1967) három növénytársulással:
- középhegységi mészkerülő tölgyes (Deschampsio flexuosae-Quercetum sessiliflorae Firbas et Sigmond 1928)
- mecseki mészkerülő tölgyes (Luzulo forsteri-Quercetum Borhidi et Kevey, 1996)
- szilikát sziklaerdő (Sorbo-Quercetum petraeae Simon, 1977)

2. mezofil mészkerülő lomberdők (Castaneo-Quercion Soó, 1962 em. 1971) két növénytársulással:
- gesztenyés tölgyes (Castaneo-Quercetum I. Horvat 1938/1958)
- mészkerülő gyertyános-tölgyes (Luzulo-Carpinetum Soó ex Csapody, 1964)